# Mina (Iloilo)
Mina ist eine philippinische Stadtgemeinde in der Provinz Iloilo. Sie hat 23.546 Einwohner (Zensus 1. August 2015).

## Baranggays
Mina ist administrativ in 22 Baranggays unterteilt:
| - Abat - Agmanaphao - Amiroy - Badiangan - Bangac - Cabalabaguan - Capul-an - Dala - Guibuangan - Janipa-an West - Janipa-an East | - Mina East (Pob.) - Mina West (Pob.) - Nasirum - Naumuan - Singay - Talibong Grande - Talibong Pequeño - Tipolo - Tolarucan - Tumay - Yugot |